# Peribatodes obscura
Peribatodes obscura là một loài bướm đêm trong họ Geometridae.